# Catherine Trautmann
Catherine Trautmann nascuda Argence (Estrasburg, 1951) és una política alsaciana. Estudià a Facultat de Teologia Protestant d'Estrasburg i és especialista en literatura copta. Militant del PS, des del 1987 és membre del Consell Nacional, diputada pel Baix Rin el 1986-1988 i secretària d'estat de treball en el govern de Michel Rocard. El 1989 fou elegida alcaldessa d'Estrasburg (era regidora des del 1983), presidenta de la Comunitat Urbana d'Estrasburg i diputada al Parlament Europeu, càrrecs que ocupà fins al 1997.
Posteriorment ha estat ministra de cultura del govern de Lionel Jospin el 1997-2000 i portaveu del govern el 1997-1998. Fou novament elegida presidenta de la Comunitat Urbana d'Estrasburg el 2000-2001, i vicepresidenta el 2008. El 2004 fou elegida novament diputada del Parlament Europeu, i és vicepresidenta de la Comissió d'Indústria.